# Platoonsystem
Das Platoonsystem und das Garysystem beschreiben ein Raumverteilungs- und damit verbundenes Unterrichtssystem. Es stammt aus dem Jahr 1907 und nutzte erstmals Fachräume.

## Entwicklung
William Albert Wirt (1874–1938), Schulleiter der Schulen in Gary (Indiana) entwickelte im Jahre 1907 ein Schulmodell, das auf der progressiven Erziehungsphilosophie aufbaute. Gary war eine Arbeiterstadt und benötigte durch die steigende Industrialisierung viele Facharbeiter. Die alten Schulen waren pädagogisch und organisatorisch mit der neuen Situation total überfordert. Wirts erstes Modell benannte er nach einem Grundmerkmal des Systems: das Platoonsystem (von Platoon = Zug, im Sinne von "Ausrichtung").
Das Schulleben und die damit verbundene Raumzuordnung war danach in zwei Zügen aufgeteilt:
1. Unterricht in Grundfächern, z. B. Mathematik oder Geschichte, werden im Klassenzimmer durchgeführt,
2. die Kinder können im Fachraum, z. B. Werken oder Textilarbeit, frei tätig sein.

Dieses System sollte sich an die kulturelle Seite der kindlichen Natur wenden und die Einbildungskraft anregen. In einem Archivbeitrag zu W. Wirt an der Indiana University heißt es dazu: Das Platoonsystem gewann in Gary Akzeptanz und erhielt nationale Aufmerksamkeit in den ersten Jahrzehnten des 20. Jahrhunderts. 1914 engagierte New York Superintendent Wirt als Berater um in den dortigen Schulen das "Arbeiten-Lernen-Spielen" System einzuführen. (The platoon system gained acceptance in Gary and received national attention during the early decades of the twentieth century. In 1914, the city of New York hired Superintendent Wirt as a consultant to introduce the work-study-play system in the New York schools) Einige Jahre später wurde im Zuge von New Yorker Wahlkämpfen Wirts System unter dem Aspekt, er wolle lediglich mehr Kinder für das Arbeitsleben in den Fabriken ausbilden kritisiert und in Frage gestellt.

### Fortführung
Das zweite Modell benannte Wirt nach dem Herkunftsort: das Garysystem. Dieses System war eine Weiterentwicklung des Platoonsystems. Neben der Nutzung der Klassenräume werden weiter Räumlichkeiten, wie Laboratorien, Gruppenräume, Turnhallen und Sportplätze mit einbezogen. Dies bezeichnete Wirt als "duplicate organization", eine parallel geschaltete Organisation. Der Sinn dieses Modells war die verschiedenen Einrichtungen wirkungsvoll zu nutzen. Es ist auch unter dem Namen "work, study and play-school" bekannt.
Da die Nachfrage nach mehr und besser ausgebildeten Kräften stieg, experimentierten über 200 Städte in 41 Staaten mit dem Platoon- und Garysystem. Dieses System erhöhte die Kapazität der Schulgebäude nicht nur durch bessere Auslastung der Räume, sondern auch durch eine verlängerte Unterrichtszeit. 1925 publizierte die National Association for the Study of the Platoon or Work-Study-Play School Organization die Vorteile dieses Systems. Dadurch wurde der Begründer dieses Systems, William Wirt auch über die Grenzen der USA bekannt.